# Gaja-jima
Gaja-jima (jap. 臥蛇島) – bezludna wyspa wulkaniczna w północnej części archipelagu Tokara (Tokara-rettō), stanowiącego część archipelagu Nansei (Nansei-shotō). Grupa należy administracyjnie do prefektury Kagoshima, w Japonii.

## Demografia
Wyspa Gaja-jima była do 70. XX wieku zamieszkała. Ostatni mieszkańcy opuścili wyspę z powodów ekonomicznych. Ona, jak i wyspa Kogaja-jima, nie nadaje się do zamieszkania.